# 法学评论
《法学评论》是教育部主管、武汉大学法学院主办的法学期刊，创刊于1980年。主要栏目有评论、专论、争鸣、法律时务、立法研究、外国法制、欧盟法论坛和立法建议，是中国中文类核心期刊之一。

## 简介
原名《法学研究资料》，1983年经文化部批准改名《法学评论》，彭真题写刊名。初期韩德培、马克昌教授负责编辑出版工作。1986年马克昌任主编。1993年至今黄进任主编。